# کانتربوری نیوزیلند
کانتربوری نیوزیلند (انگلیسی: Canterbury of New Zealand) شرکت تجهیزات ورزشی نیوزیلندی است، که در سال ۱۹۰۴ توسط لین واکر رودکین تأسیس شد و هم‌اکنون زیرمجموعه‌ای از گروه پنتلند می‌باشد.